# .hack//G.U.+
《.hack//G.U.+》是.hackG.U.的漫畫書籍，日本原作：浜崎達也，日本漫畫：森田柚花。G.U.同時間不同平行世界的物語，劇情與G.U.走向相似。
第一部(1-3卷)由日本雜誌「.hack//G.U.: The World」連載；第二部(4-5卷)由日本月刊「コンプティーク」連載

## 概要
2017年，1200萬人上線的網路遊戲「The World」，PK與不PK的遊戲裡出現一名PKK(專門攻擊PK的PK)與綽號「死之恐怖」之名的長谷雄。他，為了玩線上遊戲中因不明原因失去意識的志乃。去尋找唯一的線索，迷樣的PC，三爪痕追緝中……

## 登場人物
出場中的人事物，詳細說明摻見.hack//G.U.角色列表。
- 長谷雄
- 愛德莉
- 古恩
- 佩
- 八咫
- 歐凡
- 志乃
- 三爪痕(蒼炎的凱特)
- 恩社藍斯
- 朔望
- 波爾多
- 蔥丸
- 格林
- 搖光
- 榊
- 松
- 席拉巴斯
- 賈士伯
- 欅
- 數見

## 單行本
| 卷別  | 話數       | 日文版             | 日版發售日期 | 日版發售日期 | 中文版                 | 中版發售日期 | 中版發售日期 |
| ----- | ---------- | ------------------ | ------------ | ------------ | ---------------------- | ------------ | ------------ |
| 第1卷 | 第1～4話   | ISBN 4-04-713829-0 | 2006年       | 6月23日      | ISBN 978-986-174-246-5 | 2007年       | 1月6日       |
| 第2卷 | 第5～8話   | ISBN 4-04-713863-0 | 2006年       | 9月21日      | ISBN 978-986-174-323-3 | 2007年       | 5月4日       |
| 第3卷 | 第9～12話  | ISBN 4-04-713906-8 | 2007年       | 3月26日      | ISBN 978-986-174-407-0 | 2007年       | 7月24日      |
| 第4卷 | 第13～18話 | ISBN 4-04-715009-6 | 2008年       | 3月26日      | ISBN 978-986-174-899-3 | 2008年       | 11月15日     |
| 第5卷 | 第19～26話 | ISBN 4-04-715210-2 | 2009年       | 3月26日      | ISBN 978-986-237-276-0 | 2009年       | 9月18日      |

## 外部連結
- Project GU（页面存档备份，存于）
- BANDAI label内的官方網站（页面存档备份，存于）